# Ukraina na Letnich Igrzyskach Paraolimpijskich 2004
Ukraina na Letnich Igrzyskach Paraolimpijskich w Atenach zdobyła 55 medali.